# Hemicytherura lankfordi
Hemicytherura lankfordi är en kräftdjursart som beskrevs av Joseph Swain och Gilby 1974. Hemicytherura lankfordi ingår i släktet Hemicytherura och familjen Cytheruridae. Inga underarter finns listade i Catalogue of Life.